# Jaroslav Kvapil
Jaroslav Kvapil (Fryšták, 21 de abril de 1892 - Brno, 18 de febrero de 1958) fue un compositor, profesor de música, director de orquesta y pianista checo.
Estudió en Fryšták con José Nešvera y dirección coral en Olomouc de 1902 a 1906. Después fue a la Escuela de Brno donde estudió órgano bajo la dirección Leos Janacek, y apenas terminada la carrera fue nombrado profesor de órgano y contrapunto en esta institución musical.
Desde 1911 a 1913 continuó su formación artística en el Conservatorio de Leipzig con Max Reger (composición) y Hans Sitta (dirección de orquesta).
Fue profesor de piano y composición en el Conservatorio del Estado de Brno, y director de la Sociedad Filarmónica de esta ciudad. Como director de coro y director de orquesta, ofreció el estreno checo de la Pasión según San Mateo de Johann Sebastian Bach (1923), Judith, de Arthur Honegger (1933) y Stabat Mater de Karol Szymanowski (1937). Kvapil era un acompañante excelente, conocido por su habilidad en la lectura a la vista. Entre sus alumnos distinguidos tuvo a Hana Janků, Ctirad Kohoutek y Jiří Maty.

## Obra selecta
Orquesta
- Dnes a zítra (Hoy y Mañana), Obertura sinfónica.
- Notturno (1911)
- Sinfonía No.2
- Sinfonía No.4
- Svítání, Poema sinfónico
- Thema con variazioni e fuga
- Z těžkých dob, Variaciones sinfónicas

Conciertos
- Concierto para oboe y orquesta.
- Concierto para piano y orquesta.
- Concierto No.1 para violín y orquesta (1927–1928)
- Concierto No.2 para violín y orquesta (1952)
- Suita, para viola y orquesta de cámara.

Música de cámara
- Clarinet Quintet (1914)
- Dvě skladby, para violín y piano (1946)
- Cuarteto para flauta, violín, viola y violonchelo (1948)
- Cuarteto de cuerda No.4 (1935)
- Cuarteto de cuerda No.5 (1949)
- Sonata en Re mayor para violín y piano (1950)
- Sonata en Re bemol mayor para violín y piano.
- Sonata para violín y órgano.
- Variace na vlastní thema (Variaciones para un tema original) para trompeta y piano (1929)

Órgano
- Fantasie en Mi menor

Piano
- Legenda (1912)
- Menuetto (1912)
- Intermezzo (1912)
- Humoreska (1912)
- Lento melancolico – Allegro risoluto
- Sonata (1910)
- Sonatina (1950)
- Údolím stesku a žalu, nueve piezas (1936)
- Vánoce (Navidad) (1924)
- Variace na vlastní thema (Variaciones para un tema original) (1914)
- V říši snů (En el reino de los Sueños) (1933)

Vocal
- Pět písní na slova Antonína Sovy (Cinco canciones sobre las palabras de Antonín Sova) (1918)

Coro
- Dukelská dumka, Canciones para coros.